# Klara Bosatta
Clara Bosatta de Pianello (ur. 27 maja 1858 w Pianello del Lario, zm. 20 kwietnia 1887 tamże) – błogosławiona Kościoła katolickiego, założycielka Córek Matki Bożej Opatrzności.
Kiedy miała 3 lata, zmarł jej ojciec. Chodziła razem z siostrą do szkoły prowadzonej przez kanosjanki.
27 października 1878 złożyła śluby, przyjmując imię Klara. Zmarła w 1887 w opinii świętości.
Beatyfikowana przez Jana Pawła II 21 kwietnia 1991. Wspominana jest 20 kwietnia.